# Die Ankunft eines Zuges auf dem Bahnhof in La Ciotat
Die Ankunft eines Zuges auf dem Bahnhof in La Ciotat ist ein französischer Stummfilm aus dem Jahr 1895/96. Regie führten Auguste und Louis Lumière. Es ist aufgrund sich widersprechender Überlieferungen unklar, ob der Film seine öffentliche Premiere schon am 28. Dezember 1895 oder erst im Januar 1896 erlebte. Gedreht wurde der Film im Jahr 1895 oder Anfang 1896.

## Handlung
Der Film zeigt, wie eine Dampflokomotive samt Wagen am helllichten Tag in den Bahnhof von La Ciotat einfährt, Fahrgäste mitsamt Gepäck aussteigen und neue Fahrgäste, die auf dem Bahnsteig warteten, einsteigen.

## Hintergrund
Der Film wurde laut mehreren Erzählungen (von Zeitungsberichten zu Filmgeschichten wie Gregor und Patalas) vor seiner Premiere einem ausgewählten Publikum in einem Café in Paris am 28. Dezember 1895 präsentiert. Diese Behauptung wird aber von Filmhistorikern wie Martin Loiperdinger bestritten, denn der Film wird erst Januar 1896 in einer von drei Fassungen gedreht. Der Abend endete angeblich damit, dass Zuschauer das Café aus Panik fluchtartig verließen, weil sie glaubten, der Zug werde gleich in das Café fahren. Allerdings gilt dies als moderne Sage und Ausschmückung zu Werbezwecken. Der Überraschungseffekt des Films, so hat stattdessen der Medienwissenschaftler Johannes Binotto in Anlehnung an den Filmhistoriker Tom Gunning argumentiert, dürfte vielmehr in der Attraktion des neuen Mediums selbst gelegen haben: „Was das Publikum der Lumières erlebte, war nicht die Furcht vor einem realen Zug, sondern der Schrecken angesichts eines offensichtlich irrealen und zugleich doch erstaunlich realistischen Abbilds.“
Der Film wurde aus einer Einstellung, ohne Schnitt, auf 35-mm-Film im Format 1,33:1 gedreht. Er bekam im Filmkatalog der Gebrüder Lumière die Nummer 653.